# كاثرين بالمر
كاثرين بالمر (بالإنجليزية: Katherine Van Winkle Palmer)‏ (و. 1895 – 1982 م) هي إحاثي، من الولايات المتحدة الأمريكية، توفيت عن عمر يناهز 87 عاماً.

## جوائز
حصلت على جوائز منها:
- ميدالية جمعية علم الإحاثة [الإنجليزية]‏ (1972).